# Mafalda
Pour les articles homonymes, voir Mafalda (homonymie).
Mafalda est une série de bande dessinée argentine de l'auteur Quino, publiée de 1964 à 1973. Comme son auteur, Mafalda est argentine et issue de la classe moyenne. Elle est très populaire en Amérique latine, en Europe et au Québec.
Bande dessinée à caractère plutôt politique (son éditeur, Julián Delgado, est mort sous la torture), Mafalda se démarque toutefois par un trait d'humour extrêmement subtil, propre à Quino. De plus, la fillette est entourée de plusieurs personnages très caricaturaux et de points de vue très opposés sur le monde en général. Parmi eux certains sont incontournables, comme Manolito, le garçon le plus capitaliste de toute l'Argentine, ou encore Susanita, la fille se voulant indépendante, mais totalement soumise à son futur mari et à ses futurs enfants.

## Personnages
Sont présentés ici les noms des personnages en français. Ils sont pour la plupart semblables à ceux en espagnol.

### Personnages principaux
Les personnages sont tous appelés par leur prénom, ou leur diminutif, on connaît le nom complet de certains d'entre eux par des moyens détournés : nom inscrit sur une copie de classe, maîtresse d'école faisant l'appel, Susanita qui imagine le prêtre prononcer son nom le jour de son mariage, etc.
- Mafalda : fillette, personnage principal. Sa maturité et son pessimisme politique en étonnent plus d'un et dépassent totalement ses amis et ses parents. Elle développe une vision critique du monde, notamment à l'égard des conflits tels que la guerre froide. Elle ambitionne de devenir haut fonctionnaire international pour changer le monde. Elle a du caractère et réagit à tout ce qui se passe autour d'elle et à ce qu'elle lit dans les journaux. Son objet préféré est sa mappemonde : elle la considère comme une représentation littérale du monde, lui appliquant des crèmes de beauté — « empruntées » à sa mère — à la suite de nouvelles particulièrement sombres. Elle a une aversion viscérale pour la soupe et raffole de la meringue. Elle aime les Beatles.

- Manolito (nom complet Manuel Goreiro) : fils d'un commerçant immigré d'Espagne, il est le capitaliste de la bande, et son avenir est tout tracé : reprendre l'épicerie de son père et la transformer en multinationale prospère. Il passe d'ailleurs son temps à faire la publicité de l'épicerie familiale, pas toujours de manière judicieuse d'ailleurs. Manolito représente l'aile conservatrice d'Argentine : il est le seul de son école à ne pas aimer les Beatles ; il est fréquemment fait mention de la rudesse de l'éducation qu'il reçoit, notamment du pouvoir de persuasion de la savate de son père. Il est également (avec son père) l'archétype de l'immigré espagnol de l'époque, qui accordait une importance démesurée à son commerce. Il est en outre en échec scolaire en raison de l'ostensible idiotie que Quino a donnée à ce personnage. Il ne pense qu'à l'argent (« non, bien sûr l'argent ne fait pas tout dans la vie… il y a aussi les chèques »). Malgré tout, il a bon fond, refusant d'escroquer ses amis proches, notamment Mafalda à qui il avoue que le whisky en vente dans la boutique de son père n'en est pas ("Les affaires sont les affaires, mais les amis sont les amis.") ; ou encore lorsqu'il accepte de prendre soin de sa tortue Bureaucratie pendant les vacances et, remarquant que les autres enfants s'intéressent à elle, envisage un temps d'en tirer profit, avant de renoncer en admettant qu'il a promis à Mafalda de la soigner et pas "de l'amortir".

- Felipe : voisin de Mafalda, aimant les histoires de cow-boys, plutôt rêveur et sur la voie de la sagesse, mais aussi constamment angoissé. Felipe est un des personnages les plus complexes de la bande ; il incarne à la fois les pires penchants de la classe moyenne argentine se laissant tantôt aller à une forme légère de dépression et d'abandon, et tantôt incarnant les plus grands principes de liberté et d'humanisme.

- Susanita (nom complet Susana Clotilde Chirusi) : petite fille égoïste et orgueilleuse ; son rêve : devenir mère au foyer, mariée au patron d'une grosse entreprise qui se tuera lors d'un voyage d'affaires et vivra dans un pavillon de banlieue[1]. Passionnée de commérage, elle se dispute constamment avec Manolito, qu'elle juge idiot, et est secrètement amoureuse de Felipe (mais sans plus). Dans certains tomes, on met souvent en avant sa superficialité et ses préjugés. Elle ne peut pas supporter sa mère et précise parfois que « son mari sera blond aux yeux verts et sans mère ».

- Miguelito (nom complet Miguel Pitti) : rencontré à la plage, c'est l'anarchiste de droite de la bande. Il veut devenir un écrivain célèbre et craint plus que tout de payer des impôts. Il inclut même Mussolini dans une liste des bienfaiteurs de l'humanité, arguant du fait que son grand-père l'encense régulièrement. Selon lui (et surtout son grand-père), si le « Duce » avait été suivi, ce seraient les Italiens qui seraient arrivés les premiers sur la Lune. À la maison, il est obligé de se déplacer en patins, de ne pas faire de bruit et d'être un enfant sage. Cela ne l'empêche pas de menacer de faire un coup de force, de faire exploser son quotidien ainsi que celui de sa famille : en référence à l'actualité de l'époque, il appelle cela le « miguelazo ». Miguelito est le penchant rêveur de Felipe, mais à la différence de celui-ci, Miguelito n'est jamais enclin à la paresse ni à la fainéantise. Il est un personnage qui s'assume et qui ne rencontre pas de difficultés au quotidien (si ce n'est l'ordre trop strict imposé par sa mère, absente de la BD).

- Libertad (également sous la forme francisée Liberté) : rencontrée elle aussi à la plage, elle est aussi la plus petite en taille (« aussi petite que le niveau de vie ») et est dotée d'opinions d'extrême-gauche qu'elle hérite de ses parents. Elle cite souvent les opinions de son père. Sa mère est traductrice de Jean-Paul Sartre (« le dernier poulet qu'on a mangé, c'est lui qui l'a écrit »). Libertad représente la pauvreté en Argentine, mais aussi la force de caractère nécessaire pour la supporter avec le sourire. Par exemple, sa famille a un jeu : mimer que leur tout petit appartement est immense en criant pour appeler quelqu'un, et en parlant tout bas pour lui répondre.

- Guille : petit frère de Mafalda. La plupart du temps, Quino le dessine avec une tétine (Mafalda la lui sert même « on the rocks » dans une bande), bien que Guille finisse par l'abandonner progressivement avec les années. Il adore Brigitte Bardot. Il a été rebaptisé Nando (diminutif de Fernando) en Italie ; son prénom est en fait le diminutif de Guillermo, équivalent hispanophone de Guillaume. Il arrive dans la bande dessinée à partir du tome 6. Ayant d'abord un rôle de bébé qui ne s'exprime que par des babillements, il grandit au fil des albums suivants et gagne en personnalité quand il commence à parler. Il partage la maturité de sa sœur, et se montre volontiers cynique et manipulateur.

- Papa : Ben[2] est le père de Mafalda et de Guille. Grand amateur de plantes et consommateur récurrent de nervocalm. Il représente l'Argentin de la classe moyenne, tentant de concilier son maigre salaire avec l'ensemble des dépenses familiales, pris en étau entre les soucis de son travail, les soucis de sa femme et ceux de sa voiture. Il est dépassé par la maturité politique de Mafalda et parvient rarement à satisfaire sa curiosité.

- Maman : mère de Mafalda et de Guille. Son prénom est Rachel, mentionné une fois seulement dans la série numéro 8 « Mafalda et ses amis »[3]. Elle doit constamment faire face aux reproches de Mafalda pour avoir abandonné ses études en vue d'adopter une vie tranquille de femme au foyer, ainsi qu'aux nombreuses bêtises de ses enfants. Guille ne peut s'empêcher de dessiner sur les murs, et Mafalda casse les outils nécessaires à la préparation de la soupe.

### Personnages secondaires
- Bureaucratie : la tortue de Mafalda, nommée ainsi en raison de son allure, au moins aussi lente que celle de la bureaucratie (lente comme le « véhicule de la démocratie »). Elle se retrouve dans des tas de situations farfelues, tantôt faisant de la « soupophobie » à l'instar de sa propriétaire, on la retrouve également dans le rôle du taureau lorsque Guille joue au Cordobés ou dans le rôle du cheval lorsqu'il joue au char, etc.

- Muriel : petite fille du quartier, Felipe est amoureux d'elle, mais n'ose pas lui avouer. Il tente de rassembler tout son courage lorsqu'il la voit dans la rue, mais se dégonfle systématiquement le moment venu.

- Les représentants de commerce : régulièrement, des représentants de commerce tapent à la porte du domicile familial de Mafalda, regrettant souvent, quelques vignettes plus loin, de ne pas avoir passé leur chemin plus rapidement.

- La maîtresse d'école : Quino met en scène des gags révélant la dichotomie entre les préoccupations scolaires de la maîtresse d'école et les préoccupations politiques de Mafalda (ou même Liberté). Avec des répliques telles que « Notre pays est un des principaux producteurs de ? », Mafalda : « Pessimistes ? », ou encore « Aujourd'hui en géométrie nous allons étudier le pentagone », Mafalda : « et demain le Kremlin ? ... pardon c'était juste pour équilibrer ».

- Les parents de Liberté : on ne voit jamais le père et rarement la mère, mais Libertad en parle tellement qu'ils méritent leur rang de personnages secondaires. Le père, encarté au parti socialiste d'Argentine, influence beaucoup les raisonnements politiques de sa fille. Et la mère, traductrice de français (également de gauche, traduisant notamment Jean-Paul Sartre) influence également sa fille, qui se retrouve dans quelques gags à tenter de parler un français approximatif.

- Don Manolo : père de Manolito, le gérant de la fameuse épicerie familiale. Manolito parle de lui essentiellement pour ses punitions corporelles, mais il est également un modèle pour son fils. Sosie de Manolito en plus vieux, il représente une virilité incarnée, mettant essentiellement en relief son côté primaire, violent et peu raffiné.

### Style graphique des personnages
Le style graphique des personnages dépend de leur âge. Les enfants ont une tête en forme de haricot, avec une petite boule en guise de nez. Les adultes eux ont un visage plus long, un nez intégré dans la ligne du visage, et un style plus réaliste. Deux exceptions à cette règle : 

- La mère de Mafalda : son visage est dessiné comme celui d'un enfant, car au fond d'elle, n'ayant pas terminé ses études, elle est restée une petite fille, même désabusée par la vie. [réf. nécessaire]
- Muriel, la petite fille dont Felipe est secrètement amoureux, d'un style graphique plus proche de l'adulte, elle a ainsi un air un peu plus attirant et mystérieux.

## Liste des albums
Aux éditions Glénat :
1. Mafalda
2. Encore Mafalda
3. Mafalda revient
4. La Bande à Mafalda
5. Le Monde de Mafalda
6. Le Petit Frère de Mafalda
7. La Famille de Mafalda
8. Mafalda et ses amis
9. Les Vacances de Mafalda
10. Le Club de Mafalda
11. Mafalda s'en va
12. Il était une fois Mafalda, histoires inédites

- Mafalda l'intégrale - reprend l'intégralité des albums et des histoires de Mafalda parues dans les journaux, repris dans l'ordre chronologique. Il y ajoute des croquis inédits, plus un dossier écrit sur le personnage, une interview fictive ainsi que de nombreux documents annexes utilisant le personnage (la déclaration des droits de l'enfant illustrée, une communication argentine destinée à promouvoir l'hygiène dentaire, une illustration de manuel de géographie argentin, un timbre, etc.)
- H.S. En Voyage avec Mafalda

La dernière réédition française de ces albums date de 2010. L'intégrale 50 ans (première édition mai 1999) a été réimprimée en décembre 2013 (ISBN 9782344000182).

## Autour des bandes dessinées

### Expositions et honneurs
Une exposition En voyage avec Mafalda est créée en juin 2006 et retrace à travers 60 reproductions l'œuvre du dessinateur argentin. En 2009, elle est présentée à Shawinigan (Québec)  et à Angoulême (France) .
Inaugurée en présence de Quino au Festival International du Film d'Animation à Annecy en 2006, l'exposition a d'ores et déjà parcouru la France, la Belgique, l'Italie, l'Espagne, le Maroc et plus récemment l'Algérie.
En 2010, une mini exposition Mafalda est créée et sillonne plusieurs départements français au cours de l'année (Pas de Calais, Île-de-France...). Destinée aux collèges et aux bibliothèques, l'exposition reprend une partie des reproductions de l'exposition En voyage avec Mafalda[réf. nécessaire].
L’exposition En voyage avec Mafalda a été présentée au Centre national d’exposition situé dans la région du Saguenay au Québec (Canada) du 9 octobre 2011 au 5 janvier 2012.
En mai 2012, dans le cadre du Festival Argentina, les bibliothèques communautaires de Val d'Or et Forêt mettent en place une animation autour de la réalisation d'une fresque sur le célèbre personnage de bande dessinée argentin. Cette animation sera encadrée par Cédric Liano, illustrateur au Centre d'enseignement spécialisé des arts narratifs (Cesan). L'exposition a lieu à Bonnée, dans le Loiret[réf. nécessaire].
Le 30 août 2009, une statue grandeur nature de Mafalda est inaugurée à Buenos Aires.

### Événements sociaux et culturels
- En octobre 2009, Mafalda interpelle le premier ministre italien Silvio Berlusconi : « No soy una mujer a su disposición » (« Je ne suis pas une femme à votre disposition »), à travers une campagne nationale féministe en réponse à des propos considérés comme dénigrants tenus par le premier ministre à une députée lors d'un débat télévisé. Quino fit parvenir le dessin au quotidien italien La Repubblica qui le publia en double page[8].
- Le dimanche 30 août 2009, on inaugure la statue Mafalda dans le quartier de San Telmo, au coin des rues Chile et Defensa à Buenos Aires. La statue a été réalisée par l'artiste Pablo Irrgang à la demande du gouvernement de la ville de Buenos Aires[9].
- À quelques mètres de la statue, on peut trouver une plaque sur le bâtiment où résidait Quino, rue Chile, numéro 371 du quartier de San Telmo, à Buenos Aires.
- Une fresque dans un couloir du métro de Buenos Aires (stations Peru, ligne A et Catedral Ligne D) est inaugurée en 2009.
- Une rue pour Mafalda : en 2010, une convention est signée avec la Ville de Gatineau (Canada) pour la dénomination d'une rue Mafalda[10].
- Le 15 juin 2011, la Régie autonome des transports parisiens, en collaboration avec le ministère du tourisme argentin et l'ambassade d'Argentine en France, inaugure le nouvel espace culturel de la station de métro Argentine de la ligne 1, à Paris. Mafalda figure parmi les œuvres représentées sur un des quais de la station.
- Décembre 2011 : lancement du projet « Quino'Scopage » ou l'univers de Quino visité par les écoles d'animation, par le Forum des Images (Paris) lors du 9e Carrefour de l'Animation.
- Le 22 septembre 2012, la ville d'Angoulême inaugure un passage Mafalda.
- Novembre 2012 : 10e Carrefour de l'animation - Forum des Images (Paris): Présentation du projet « Quino'Scopage » ou l'univers de Quino visité par les écoles d'animation.

Mafalda a fêté ses cinquante ans en 2014.

### Adaptations
En 1972, Mafalda est adapté en une série animée de 52 épisodes réalisée par Catú (Jorge Martín). Elle fut d'abord diffusée en France sur Antenne 2, dans l'émission Récré A2, à partir de 1983. Elle est ensuite diffusée sur Canal + en 1984, puis sur Canal J dans les années 1990.
Une autre série animée réalisée par Juan Padron en collaboration avec le dessinateur Quino voit le jour en 1993. Elle sort en DVD collector remastérisée en novembre 2007 aux éditions Karmafilms Distribution.
En 2021, l'entreprise Lunii réalise une adaptation audio d'une sélection de gags sous le titre Les Bandes à écouter de Mafalda.